# Kropy
Kropy (ukr. Кропи) – wieś na Ukrainie w rejonie lwowskim (wczesniej w rejonie żółkiewskim) obwodu lwowskiego.

## Historia
Pod koniec XIX w. przysiółek wsi Zameczek w powiecie żółkiewskim.